# Художественно-мемориальный музей И. Е. Репина (Чугуев)
Художественно-мемориальный музей Ильи Ефимовича Репина в городе Чугуеве. Создан в 1969 году в бывшем доме родителей художника на Музейной улице, бывшей Никитинской улице, в советские годы — Розы Люксембург. Уже будучи взрослым человеком, Репин неоднократно гостил у родителей на протяжении примерно двадцати лет в 1870-х—1890-х годах.
В музее можно увидеть работы (в том числе иконописные) самого Репина, а также его современников-художников (И. Пелевина, Н. Пимоненко, В. Серова). В части комнат восстановлена мемориальная обстановка.
В 1989 году, по чертежам из Киевских архивов, была воссоздана с нуля мастерская художника, ранее полностью разрушенная в ходе событий Великой Отечественной войны.
С сентября 2014 г. мемориальный дом-музей закрыт на реставрацию, но возможно посещение мастерской.